# 윤선호
윤선호(1995년 11월 8일 ~ )는 대한민국의 축구 선수이다. 포지션은 수비수로 현재 K4리그의 평창유나이티드에서 군복무중이다.